# Natron

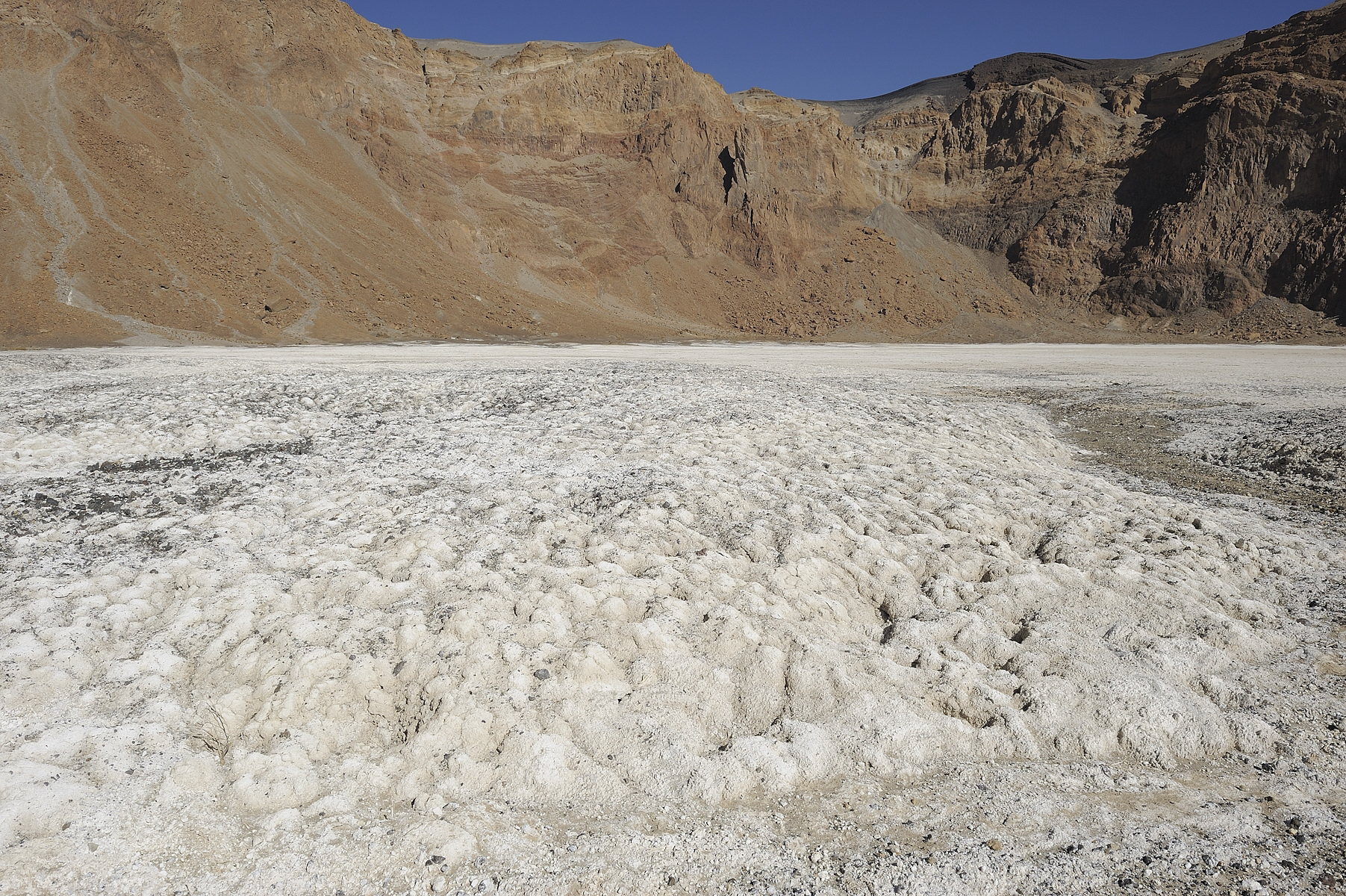
Natron

Natron is in het dagelijks spraakgebruik een mengsel van natriumwaterstofcarbonaat (natriumbicarbonaat) en natriumcarbonaat (soda) zoals dat wordt gevonden aan de randen van geconcentreerde zoutmeren in de Egyptische woestijn, zoals bij Wadi Natroen. Het werd door de oude Egyptenaren gebruikt om hun doden te mummificeren. Het is een licht ontsmettend middel.
In de mineralogie is natron de naam voor als mineraal voorkomend zuiver natriumcarbonaat decahydraat (kristalsoda).